# Jean-Baptiste Rousseau (orientaliste)
Pour les articles homonymes, voir Jean-Baptiste Rousseau (homonymie) et Rousseau.
Jean-Baptiste-Louis-Jacques-Joseph Rousseau, le plus souvent appelé Jean-Baptiste Rousseau ou Joseph Rousseau, né le 10 décembre 1780 à Villeneuve-le-Roi sur le coche qui arrivait d’Auxerre et mort le 22 février 1831 à Marseille[réf. nécessaire], est un orientaliste français.

## Biographie
Il était le fils de Jean-François Rousseau ou Rousseau de Perse (1753-1808), consul de France à Bassora et Bagdad et d'Anne-Marie Sahid. Jean-Baptiste Rousseau, marié avec Élisabeth Outrey, fut lui-même consul à Bassora en 1805, consul général à Alep et près la régence de Tripoli (1808).
On lui doit de savants ouvrages : Description du pachalik de Bagdad (Paris, 1809, in-8°) ; Mélanges d’histoire et de littérature orientale (Ibid., 1817, in-8°) ; Mémoire sur les Wahabis, les Nosaïris et les Ismaëlis (Ibid., 1818, in-8°) ; Notice historique sur la Perse ancienne et moderne (Marseille, 1818, in-8°), etc.
Il est créé comte palatin par le pape Léon XII en 1827 et baron par le roi Charles X en 1830. Il est le trisaïeul de Jean Rousseau-Portalis, Compagnon de la Libération.